# Glaspalatstorget
Glaspalatstorget  (finska: Lasipalatsintori) är ett torg i stadsdelen Kampen i Helsingfors, som anlades 2016–2018. Det är en öppen plats som används för evenemang och marknader.
Glaspalatstorget ligger mellan Simonsgatan och Salomonsgatan och mellan Glaspalatset och Kulturkasernen. Det ligger ovanpå konstmuseet Amos Rex och också ovanpå tre biografsalonger med ingång från Kulturkasernen. Torget anlades i samband med byggandet av Amos Rex. I detta konstmuseums tak ingår fem utstickande domformade, klätterbara takkupoler, vissa som samtidigt är lanterniner, varav den största har en diameter på 30 meter.
Mitt på torget finns en tidigare hög skorsten, som nu fungerar som ventilationsschakt.
Den sydöstra delen mellan Kulturkasernen och Glaspalatset kallas Mauno Koivistos plats.

## Historik
Platsen för Glaspalatstorget var från 1830-talet Åbo kaserns kaserngård. Åbo kaserns huvudbyggnad brann ned under finska inbördeskriget. Övriga byggnader, förutom administrationsbyggnaden för regementet, har rivits och området har använts som busstation för förorts- och regionaltrafik. Den tidigare administrationsbyggnaden användes som bussexpedition och har 2016–2018 renoverats till evenemangsbyggnaden Kulturkasernen.

### Bildgalleri

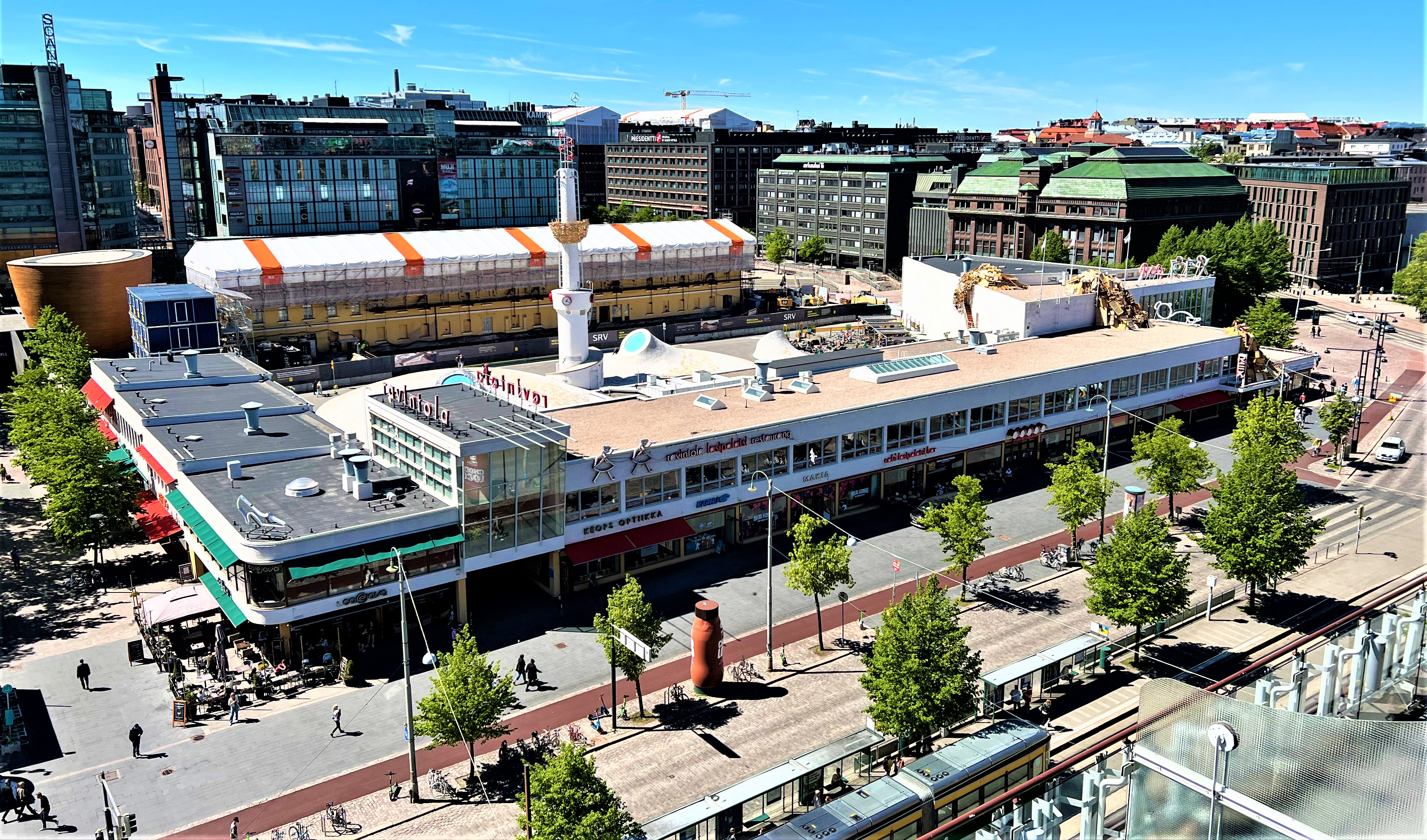
Glaspalatset, Glaspalatstorget och Kulturkasernen, 2022.
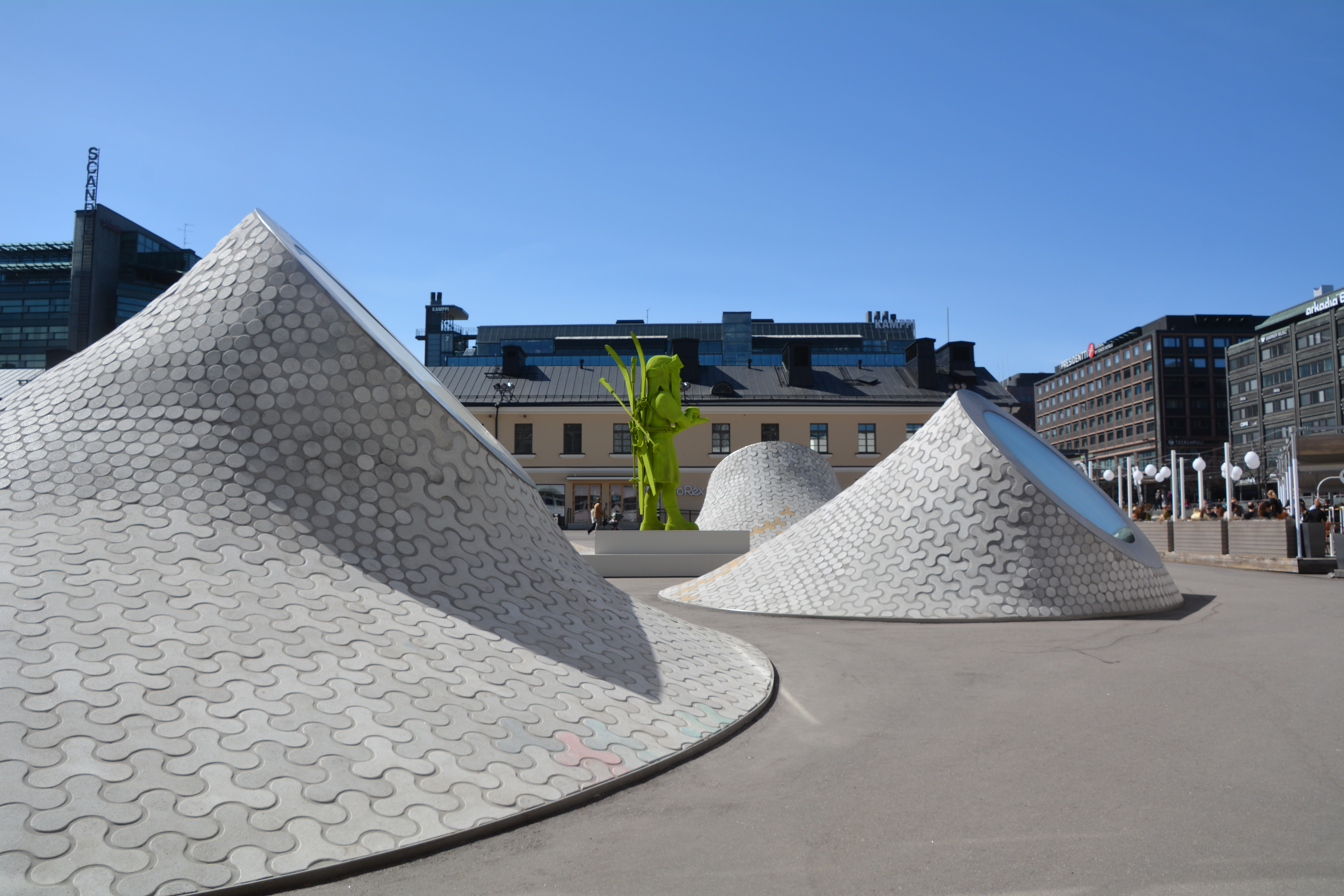
Amos Rex takkupoler. I fonden Kulturkasernen.
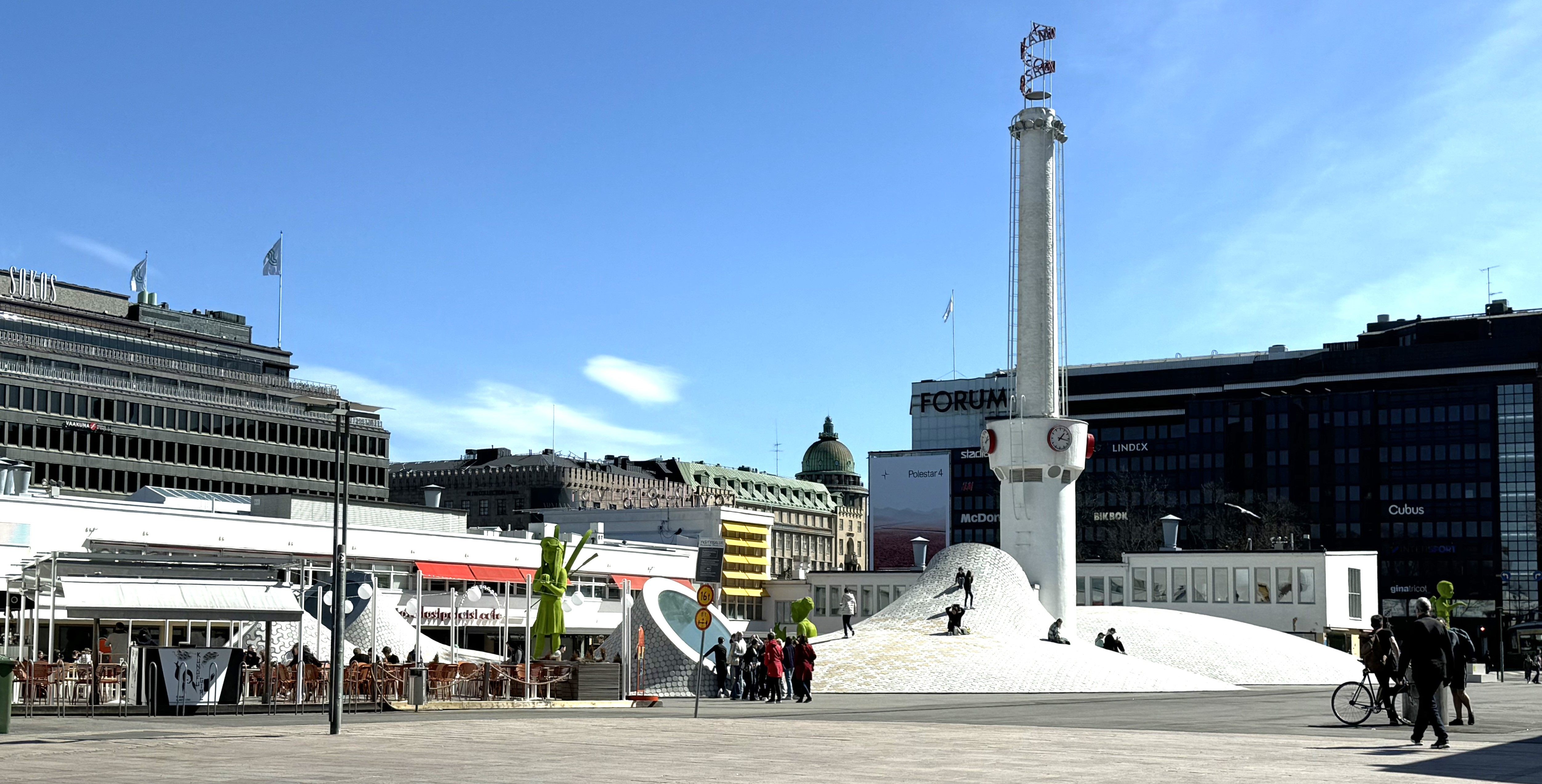
Glaspalatset, med Amos Rex takkupoler i förgrunden.